# Deh-e Qāsem
Deh-e Qāsem (persiska: ده قاسم) är en ort i Iran.   Den ligger i provinsen Kermanshah, i den västra delen av landet, 400 km väster om huvudstaden Teheran. Deh-e Qāsem ligger 1 323 meter över havet och antalet invånare är 104.
Terrängen runt Deh-e Qāsem är platt åt sydost, men åt nordväst är den kuperad.Runt Deh-e Qāsem är det ganska tätbefolkat, med 185 invånare per kvadratkilometer. Närmaste större samhälle är Kūzarān-e Sanjābī, 19,9 km väster om Deh-e Qāsem. Trakten runt Deh-e Qāsem består till största delen av jordbruksmark.